# Geophagus
Geophagus es un género de la familia Cichlidae, polifilético que necesita una revisión taxonnomica profesional. Algunos cíclidos anteriormente incluidos en este género, han sido movidos al género Gymnogeophagus o al Satanoperca. 

Sensu stricto species include the true geophagines of very peaceful disposition usualmente con largas extensiones en las aletas como la especie Geophagus altifrons. Sensu lato geophagines include the much more robust and aggressive species of the Geophagus brasiliensis complex.

 Se le reconoce por un particular lóbulo en la parte superior del primer arco branquial, y la presencia de 3 espinas en la aleta anal.

## Especies
FishBase lista 22 especies y recientemente han sido añadidas 2 nuevas especies para un total de 24 especies:
- Geophagus abalios López-Fernández & Taphorn, 2004.
- Geophagus altifrons Heckel, 1840.
- Geophagus argyrostictus Kullander, 1991.
- Geophagus brachybranchus Kullander & Nijssen, 1989.
- Geophagus brasiliensis (Quoy & Gaimard, 1824).
- Geophagus brokopondo Kullander & Nijssen, 1989.
- Geophagus camopiensis Pellegrin, 1903.
- Geophagus crassilabris Steindachner, 1876.
- Geophagus dicrozoster López-Fernández & Taphorn, 2004.
- Geophagus gottwaldi Schindler & Staeck, 2006.
- Geophagus grammepareius Kullander & Taphorn, 1992.
- Geophagus harreri Gosse, 1976.
- Geophagus iporangensis Haseman, 1911.
- Geophagus itapicuruensis Haseman, 1911.
- Geophagus megasema Heckel, 1840.
- Geophagus neambi Lucinda, de Lucena & Assis, 2010[1]
- Geophagus obscurus (Castelnau, 1855).
- Geophagus parnaibae Staeck & Schindler, 2006.
- Geophagus pellegrini Regan, 1912.
- Geophagus proximus (Castelnau, 1855).
- Geophagus steindachneri Eigenmann & Hildebrand, 1910.
- Geophagus surinamensis (Bloch, 1791).
- Geophagus sveni Lucinda, de Lucena & Assis, 2010[1]
- Geophagus taeniopareius Kullander & Royero, 1992.
- Geophagus winemilleri López-Fernández & Taphorn, 2004.